# 3e régiment d'infanterie (États-Unis)
« The Old Guard » redirige ici.  Pour le film, voir The Old Guard (film, 2020).

Blason du 3e régiment

Le 3e régiment d'infanterie des États-Unis (3rd United States Infantry Regiment), aussi appelé The Old Guard (« La Vieille Garde ») ou Escort to the President (« Escorte du Président ») est un régiment de l'US Army.
C'est le plus ancien régiment encore actif de l'armée américaine, puisqu'il a été créé comme First American Regiment en 1784,.
La mission principale de ce régiment est d'assurer la garde lors des cérémonies comme les hommages aux soldats tués au combat, la garde de la tombe des soldats inconnus, la représentation de l'US Army dans diverses manifestations à travers le pays ou à l'étranger ou d'autres cérémonies spéciales comme celles liées à la présidence des États-Unis. Unité importante du District militaire de Washington, le régiment participe également aux opérations de défense de la région de Washington DC et peut déployer des éléments lors d'opérations militaires des États-Unis à l'étranger.
Il a actuellement 3 bataillons actifs. La devise du régiment est Noli Me Tangere (ne me touche pas).

## Engagements opérationnels
Cette liste est non exhaustive. Elle regroupe des missions de combats ou d'autres types d'affectations (formation, appui, etc.). Les dates indiquées ne veulent pas dire une présence continue du régiment sur le théâtre d'opérations.
1794 à 1887 : Guerres indiennes
1812 : Guerre anglo-américaine
1846 à 1848 : Guerre américano-mexicaine
1861 à 1865 : Guerre de Sécession
1898 : Guerre hispano-américaine
1899 à 1902 : Guerre américano-philippine
1941(?) : Seconde Guerre mondiale
1966 à 1970 : Guerre du Viêt Nam
2003 à 2010 : Guerre d'Irak
2003 : Éthiopie
2003 à 2011 : Guerre d'Afghanistan
2007 : Djibouti

## Décorations
- Le Valorous Unit Award (pour Saïgon – Long Binh)
- La Meritorious Unit Commendation (Meritorious Unit Commendation, pour Washington, D.C., 1969-1973)
- La Superior Unit Award (Superior Unit Award, Armée de terre de 1984 à 1985)
- La Superior Unit Award  (Armée de terre 1993)
- La Superior Unit Award  (Armée de terre 2004)
- La Meritorious Unit Commendation (décernée au groupe de travail BDE qui comprenait le 2e Bataillon) pour 2006
- Le Valorous Unit Award (Nadjaf, Iraq - 2e bataillon - Janvier 2007

## Photos

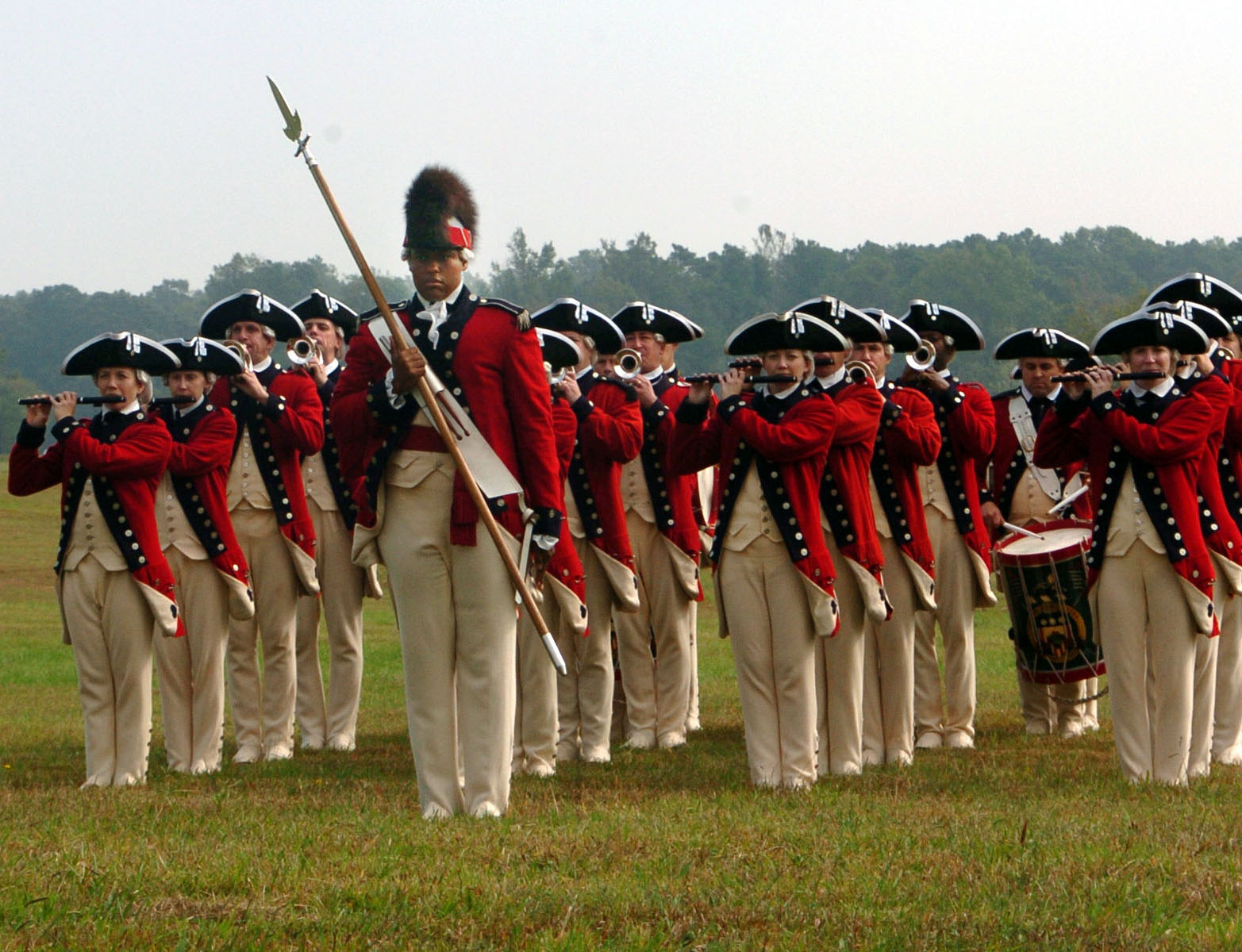
L'Old Guard Fife and Drum Corps en habits d'époque
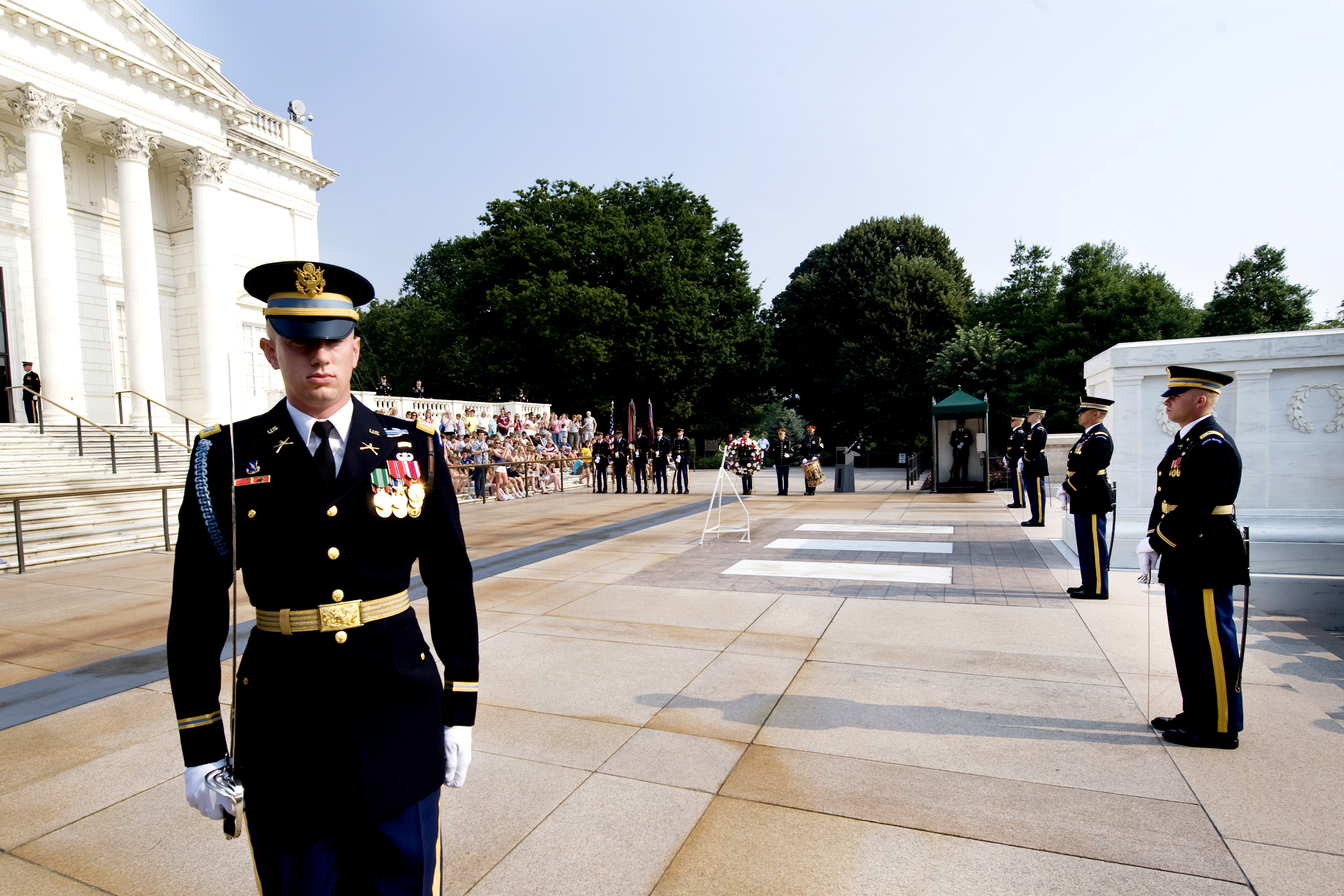
La Old Guard assure la garde de la tombe des soldats inconnus au cimetière d'Arlington
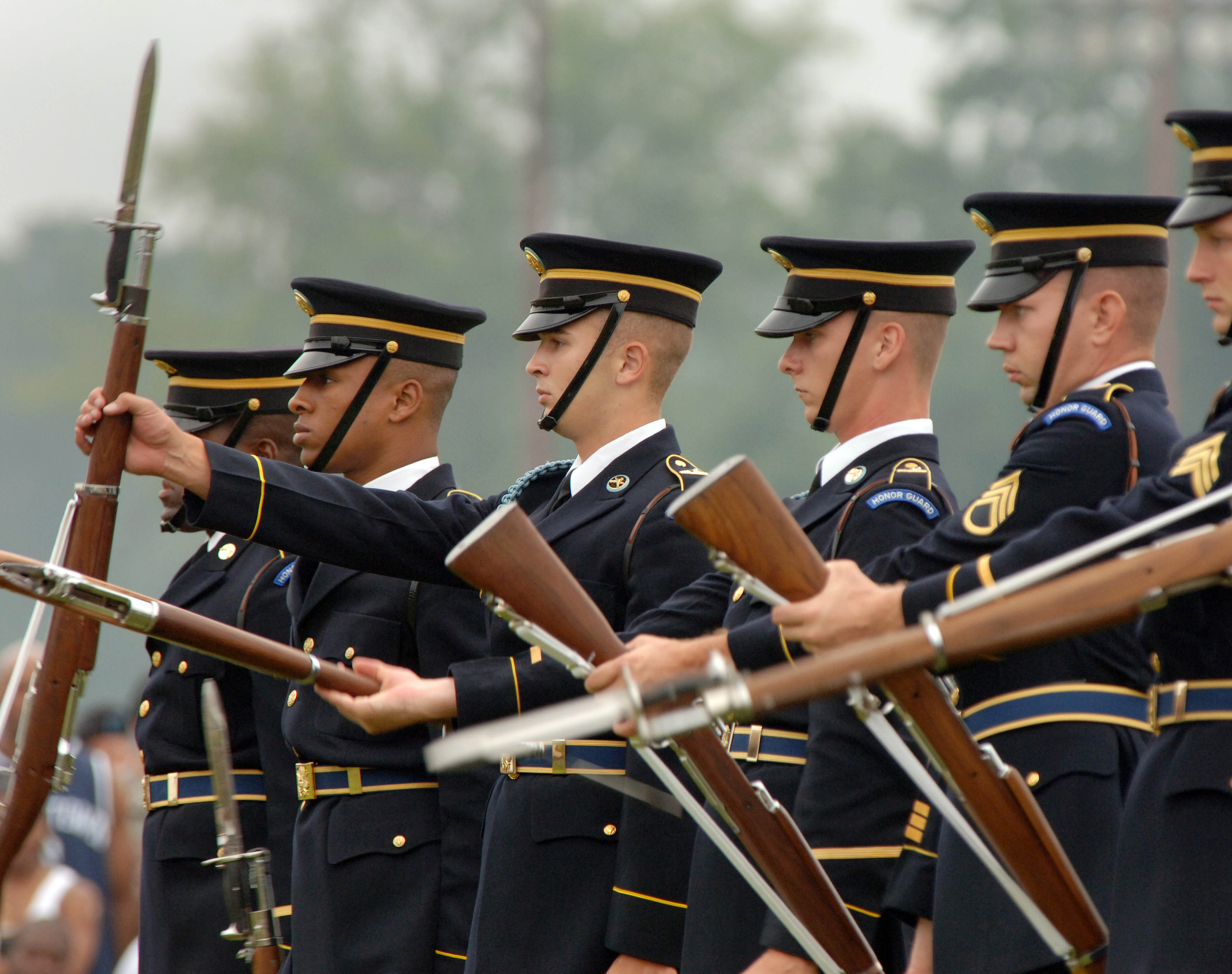
L'équipe d'habileté (Drill Team) du 3e régiment
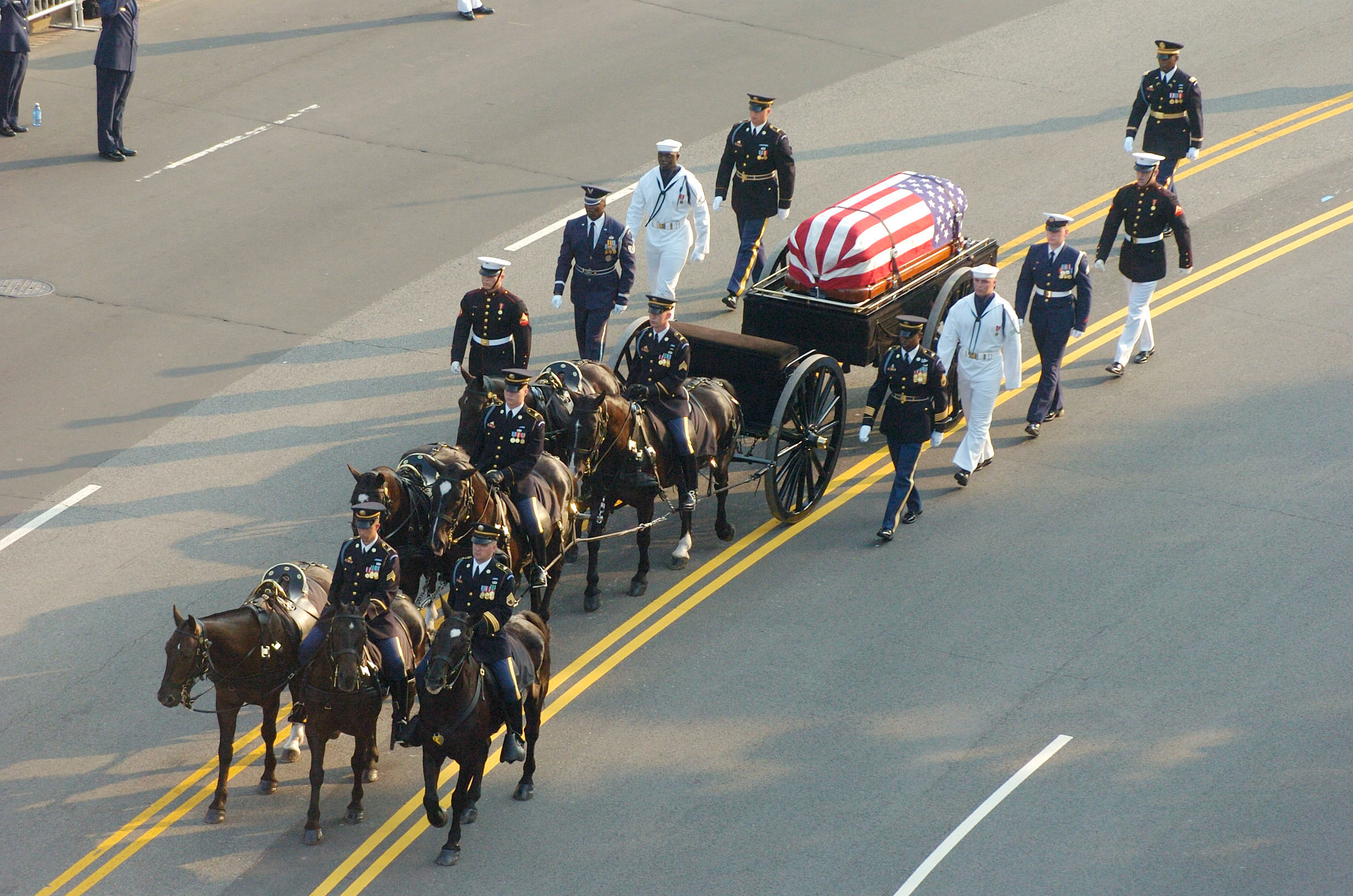
Cortège funèbre du président Reagan. On remarque aussi la présence de deux marins de la garde de l'US Navy et deux aviateurs de la garde l'US Air Force ainsi que de deux Marines.